# Ivan Hucko
Ivan Hucko (* 3. ledna 1965) je bývalý československý fotbalový obránce a později trenér. Jeho otcem je fotbalový trenér Ján Hucko.

## Fotbalová kariéra
V lize hrál za Slovan Bratislava, FC Spartak Trnava, Duklu Praha a FC Nitra. V lize nastoupil ke 142 utkáním a dal 8 gólů. S Trnavou získal v roce 1986 Československý pohár. V Poháru vítězů pohárů nastoupil v 1 utkání.

## Trenérská kariéra
Jako trenér vedl MFK Ružomberok, FC Spartak Trnava a jako asistent reprezentaci Bahrajnu.